# Hugh Trevor-Roper
Hugh Redwald Trevor-Roper, baron Dacre of Glanton (ur. 15 stycznia 1914 w Glanton, zm. 26 stycznia 2003 w Oksfordzie) – brytyjski historyk, powszechnie znany dzięki książce Ostatnie dni Hitlera.

## Życiorys
W 1947 sukces komercyjny zapewniła mu książka Ostatnie dni Hitlera. W Polsce została wydana w 1960. W latach 1957–1980 był profesorem Uniwersytetu Oksfordzkiego, w latach 1974–1988 dyrektorem Times Newspapers Ltd., od 1979 członkiem Izby Lordów. Był autorem prac z zakresu historii Anglii XVI–XVII wieku oraz historii II wojny światowej. Pochopna opinia o autentyczności dzienników Hitlera spreparowanych przez fałszerza Konrada Kujau, ostatecznie przyniosła mu wstyd. Był też przekonany, że dokumenty świadczące o żydowskich korzeniach zbrodniarza hitlerowskiego Reinharda Heydricha są wiarygodne.